# 洛日尼察河
46°14′51″N 15°12′50″E / 46.24750°N 15.21389°E
洛日尼察河，是斯洛文尼亞的河流，屬於薩維尼亞河的左支流，發源自卡姆尼克-薩維尼亞阿爾卑斯山脈，河口處在采列，河道全長26公里，流域面積141平方公里。